# Atticus (cognomen)
Atticus ("uit Attica") was de bijnaam (cognomen) van verschillende personen uit de Romeinse Oudheid, onder meer:
- Aulus Manlius Torquatus Atticus, Romeins censor in 247 v.Chr. alsook consul in 244 en 241 v.Chr.;
- Titus Pomponius Atticus, Romeins ridder, zakenman en uitgever, vriend en vertrouwensman van Marcus Tullius Cicero;
- Iulius Atticus, Romeins schrijver, wiens geschrift over wijngaarden een bron was voor Lucius Iunius Moderatus Columella;
- Marcus Iulius Vestinus Atticus (- 65), consul in 65 n.Chr.;
- Gaius Quintius Atticus, consul suffectus in 69 n.Chr.;
- Tiberius Claudius Atticus Herodes, consul suffectus in 132 n.Chr, gouverneur van Judea en de vader van Herodes Atticus;
- Herodes Atticus, filosoof en vermaard kunstbeschermer (2e eeuw na Chr.)
- Tiberius Claudius Bradua Atticus, Romeins politicus en senator eind 2e eeuw:
- Gaius Vettius Gratus Atticus Sabinianus, consul in 242 n.Chr.